# EBanka
eBanka byla banka působící pod různými jmény na českém trhu v letech 1990 až 2008. V druhé polovině 90. let zde výrazně přispěla k prosazení a rozšíření přímého bankovnictví.

## Historie
29. prosince 1990 vznikla Agrobanka Olomouc, akciová společnost, která byla v roce 1993 přejmenována na Zemskou banku, akciovou společnost. V roce 1996 vstoupila Zemská banka do Stabilizačního programu ČNB a většinový podíl v ní byl prodán investiční skupině Expandia, která se tím dostala k bankovní licenci.
Skupina Expandia Zemskou banku v roce 1997 přejmenovala a společnost od té doby nesla název Expandia Banka, a.s. V roce 1998 přišla jako jeden z prvních českých peněžních ústavů s nabídkou homebankingu pro maloobchodní klientelu. Fakticky tak odstartovala rozvoj českého elektronického bankovnictví a přilákala mnoho klientů z řad „progresivnějších“ zákazníků a firem zabývajících se tehdy startujícím elektronickým obchodem. Později ale od svých původních záměrů – stát se především elektronickou bankou – poněkud upustila a začala se věnovat rozsáhlé výstavbě nových poboček, neboť dosavadní strategie nepřinášela očekávané výsledky a banka se potýkala s dlouhodobými ztrátami.
V roce 1999 do banky vstoupila finanční skupina České pojišťovny, která zde v roce 2000 získala majoritní podíl a ten postupně navyšovala až na 100% základního kapitálu (2005). V roce 2001 byla firma opět přejmenována a svůj poslední název eBanka, a.s. poté nesla až do konce své samostatné existence. Dne 24. července 2006 byla eBanka prodána finanční skupině Raiffeisen International. 7. července 2008 byla dokončena fúze s českou Raiffeisenbank a 7. ledna 2009 zanikl původní bankovní kód eBanky – 2400, čímž se historie banky definitivně uzavřela.